# Chocieńczyce
Chocieńczyce (biał. Хаценчыцы, Chacienčycy, ros. Хотенчицы, Chotenczicy) – wieś na Białorusi, w obwodzie mińskim, w rejonie wilejskim, 50 km na południowy wschód od Wilejki. Siedziba sielsowietu Chocieńczyce.

## Historia
W czasach zaborów wieś w powiecie wilejskim, w guberni wileńskiej Imperium Rosyjskiego.
W latach 1921–1945 wieś leżała w Polsce, w województwie wileńskim, w powiecie wilejskim, w gminie Chocieńczyce. Wieś była siedzibą gminy.
Według Powszechnego Spisu Ludności z 1921 roku zamieszkiwało tu 108 osób, 19 było wyznania rzymskokatolickiego, 53 prawosławnego, 30 mojżeszowego a 6 mahometańskiego. Jednocześnie 21 mieszkańców zadeklarowało polską, 51 białoruską, 30 żydowską a 6 tatarską przynależność narodową. Było tu 20 budynków mieszkalnych. W 1931 w 31 domach zamieszkiwało 190 osób.
Wierni należeli do parafii rzymskokatolickiej w Ilji i miejscowej prawosławnej. Miejscowość podlegała pod Sąd Grodzki w Ilji i Okręgowy w Wilnie; mieścił się tu urząd pocztowy obsługujący znaczną część gminy.
Po agresji ZSRR na Polskę w 1939 roku wieś znalazła się pod okupacją sowiecką, w granicach BSRR.
W latach 1941–1944 pod okupacją niemiecką. Podczas okupacji hitlerowskiej, październiku 1941 roku Niemcy utworzyli getto dla żydowskich mieszkańców. Przebywało w nim około 200 osób. 14 marca 1942 partyzanci zaatakowali wieś. Część Żydów z getta uciekła do lasów. W lipcu 1942 roku Niemcy zlikwidowali getto, a Żydów zamordowano na w okolicznych lasach.
Następnie leżała w BSRR. Od 1991 roku leży w Republice Białorusi.

## Zbiorowa egzekucja
Podczas II wojny światowej, przez miejscowość przeszła jedna z kolumn więźniów więzienia w Wilejce, ewakuowanych przez NKWD na wschód po wybuchu wojny niemiecko-sowieckiej. W okolicach wsi, po przekroczeniu przedwojennej granicy polsko-radzieckiej licząca 150 lub 500 osób kolumna została zaatakowana przez niemieckie lotnictwo. Po zakończeniu nalotu konwojenci wprowadzili więźniów do pobliskiego lasu i tam rozstrzelali. Masakrę przeżyła zaledwie jedna osoba (zobacz Droga śmierci Wilejka-Borysów). 

Galeria
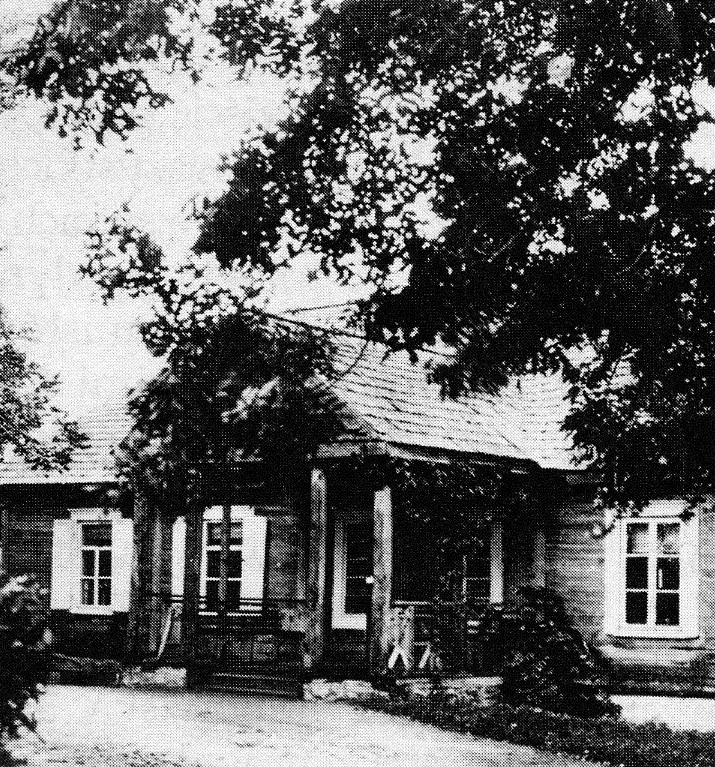
Dwór Wysockich
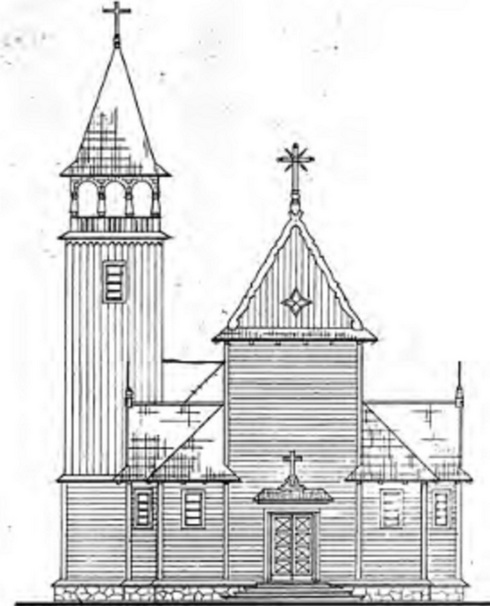
Projekt kościoła z 1937 r.